# Saint-Bihy
Saint-Bihy település Franciaországban, Côtes-d’Armor megyében. Lakosainak száma 261 fő (2022. január 1.). Saint-Bihy Le Fœil, La Harmoye, Le Haut-Corlay, Lanfains és Le Vieux-Bourg községekkel határos.

## Népesség
A település népessége az elmúlt években az alábbi módon változott:
| Lakosok száma | 158  | 173  | 198  | 177  | 235  | 252  | 262  | 269  | 266  | 261  |
|               | 1968 | 1982 | 1990 | 2006 | 2013 | 2015 | 2017 | 2019 | 2020 | 2022 |